# Култура Тиса
Култура Тиса, Потиска култура или Тиса култура је археолошка култура раног енеолита, која је постојала у средњем и горњем басену реке Тисе и проширила се на територије Панонске низије - Кришана и Банат.

## Генетске везе
Настала је на равници Тисе на позадини касних група источне линеарно-тракасте керамике (Алфолд)  под снажним утицајем Винчанске културе.
Тиска култура је родоначелник Тисаполгарске и Петрештинске културе.

## Локализација
Насеља ове културе налазила су се на плавним равницама у сливу Тисе, понекад у облику телева (брда изнад рушевина). Риболов је играо важну улогу у животу културе.

## Материјална култура
Карактеристика керамике тиске културе је орнамент у виду меандра, преплитања („текстилни стил“). Постојале су и чаше са високим постољем, четвороугаоне посуде, такође позајмљене од других неолитских култура.
Керамика је јединствена: орнаменти подсећају на посуде линеарно-тракасте керамике, али су сликани, као код јужних суседа, а не рељефни.
Врхунац уметности ове културе је елегантна антропоморфна посуда откривена у близини места Ходоњ (северно од Тимишке жупаније) у виду човека са рукама подигнутим ка небу („Гласник“).

## Атрефакти
- Антропоморфни пехар
- Керамичке посуде, 5300-5200. п. н. е.[3]
- Пехар тиске културе
- Модерни приказ идола тиске културе